# José Segura (actor)
José Segura (Basauri 1934 - Madrid, 2015) fue un actor español, también conocido como "Pepe Segura", comenzó su carrera profesional en el Teatro María Guerrero, bajo la dirección de Claudio de la Torre, donde permaneció dos temporadas. A continuación, pasó a la Compañía Lope de Vega con José Tamayo, Cia. Mª Fernanda D'Ocón, la compañía titular del Teatro Arniches bajo la dirección de Alfonso Paso, etc.

## Trayectoria
Ganó varios premios, tanto nacionales como internacionales: primer premio de interpretación de Bolonia. Por su interpretación de Don Frasquito en Misericordia ganó varios premios: Medalla de oro de Valladolid, Premio Interpretación México D.C., Primer Premio Festival de Naciones de Varsovia, Mención de Honor en Praga, Primer Premio Bratislava. Mención especial del Ayuntamiento de Madrid -campaña de Extensión Cultural, Mención Especial del Ministerio de Información y Turismo, Mención Especial del Ateneo de Madrid, etc.
También hizo teatro infantil y zarzuela. 
Recorrió gran parte de América y Europa trabajando en teatros como el San Carlos de Nápoles, La Fenice de Venecia, el teatro Hidalgo de México D.C. entre otros.
Ha trabajado en teatro bajo las órdenes de directores como, el ya mencionado, Claudio De la Torre, José Luis Alonso Mañés, José Luis Alonso de Santos, José Tamayo, José Osuna, Carlos Miguel Suárez Radillo, Víctor Andrés Catena, Ángel Montesinos, Helena Pimenta, Luis Balaguer, Vicente Amadeo, Eduardo Vasco, Miguel Narros, Lluís Pascual, Alberto González Vergel, etc.
Participó en múltiples películas de directores como Jordi Grau, Mario Camus, Antonio del Real, Gonzalo Suárez, Agustín Navarro, León Klimovsky, José Sacristán, Fernando Fernán Gómez, Fernando Trueba, Jaime de Armiñán, Jesús Yagüe, etc.
En televisión ha intervenido en alrededor de mil programas dramáticos de todo tipo interpretando toda suerte de personajes bajo las órdenes de realizadores como: Jaime de Armiñán, Adolfo Marsillach, Juan Guerrero Zamora, José Antonio Páramo, Ibáñez, Jesús  Yagüe, Domingo Almendros, Fernando García de la Vega, Miguel Ángel Toledano, Alberto González Vergel, Antonio Mercero, etc. Muy conocido por los niños por su participación en los Payasos de la tele y muy popular por su personaje de Leocadio, el ciego de Farmacia de guardia.
En el año 1958 hizo una adaptación teatral de Titus Andronicus de William Shakespeare que se estrenó en el Teatro Eslava de Madrid.
También trabajó durante más de 20 años como actor de doblaje, llegando a dirigir durante un breve periodo de tiempo en Barcelona, mientras representaba Melocotón en almíbar en el Teatro Goya.

## Filmografía
- El espontáneo, director Jordi Grau (1964)
- Las últimas horas, director Santos Alcocer (1966)
- Con el viento solano, director Mario Camus (1966)
- Más allá de las montañas,  Alexander Ramati 1967
- Esa mujer, director Mario Camus (1969)
- Reverendo Colt, León Klimovsky 1970
- La siesta, director Jorge Grau (1976)
- Más fina que las gallinas, director Jesús Yagüe (1977)
- Parranda, director Gonzalo Suárez (1977)
- Cara al sol que más calienta (título original: Casa de citas),  director Jesús Yagüe (1978)
- Al servicio de la mujer española, director Jaime de Armiñán (1978)
- Soldados de plomo, director José Sacristán (1983)
- La loca historia de los tres mosqueteros, director Mariano Ozores (1983)
- Y del seguro..., ¡líbranos, Señor!, director Antonio del Real (1983)
- Juana la Loca..., de vez en cuando, director José Ramón Larraz (1983)
- Sal gorda, director Fernando Trueba (1984)
- Dos mejor que uno, director Ángel Llorente (1984)
- Mi amigo el vagabundo, director Paul Naschy (1984)
- El cura ya tiene hijo, director Mariano Ozores (1984)
- Tasio, Montxo Armendáriz 1984
- El recomendado, director Mariano Ozores (1985)
- El donante, director Ramón Fernández (1985)
- Réquiem por un campesino español, director Francesc Betriu (1985)
- Mambrú se fue a la guerra, director Fernando Fernán Gómez  (1986)
- La mitad del cielo, director Manuel Gutiérrez Aragón (1986)
- El viaje a ninguna parte, director Fernando Fernán Gómez (1986)
- Cara de acelga, director José Sacristán (1986)
- Tiempo de silencio, Vicente Aranda (1986)
- Los alegres pícaros, Mario Monicelli 1986
- El Lute: camina o revienta, director Vicente Aranda (1987)
- Diario de invierno, director Francisco Regueiro (1988)
- Martín (cortometraje), director Julio Medem (1988)
- Loco veneno, director Miguel Hermoso (1989)
- El regreso de los mosqueteros, Richard Lester 1989.
- Monte bajo, Julián Esteban. 1989
- La noche del ejecutor, director Paul Naschy (1992)
- Perro, ¿qué miras? (Cortometraje), director José Barrio (1995)
- Pesadilla para un rico, director Fernando Fernán Gómez (1996)
- Resultado final, director Juan Antonio Bardem (1997)
- Cabeza de perro, director Santi Amodeo (2006)

## Teatro
- Titus Andronicus, de William Shakespeare (1958)

- La viuda valenciana, de Lope de Vega 1960

- Historia de Vasco, de Georges Schehadé (1961)

- La venta de Don Quijote, de Carlos Fernández Shaw (1961)

- Las bravías, Festival de primavera, Teatro de la Zarzuela 1961
- Los empeños de una casa, Sor Juana Inés de la Cruz 1961

- El Dios indiferente, Víctor de Martini 1961

- Arlequín, servidor de dos amos, Carlo Goldoni 1961

- Final de horizonte, de Fernando Martí Iniesta (1962)

- Proceso a Jesús, Diego Fabbri

- El mago de Oz, versión de Fernando Martín Iniesta 1961

- Las andanzas de Pinocho, versión de Fernando Martín Iniesta.

- La cabeza del dragón, Ramón María del Valle Inclán 1962

- Fuenteovejuna, Lope de Vega 1962

- Esa pasión extraña, José Julio Perlado 1962

- Historias para ser contadas, de Osvaldo Dragún (enero de 1962) (1)

- La isla del tesoro, versión de Aurora Mateos (1962) (2)

- La revelación, de René-Jean Clot (1962) (3)
- Pastores de Belén, Lope de Vega 1962

- El pleito matrimonial del cuerpo y el alma, de Pedro Calderón de la Barca (1962) (4)

- La villa de los ladrones, de Thorbjørn Egner (1963) (5)

- Los inocentes de la Moncloa, de José María Rodríguez Méndez (1964) (6)

- Sonata de espectros, de August Strindberg (1964) (7)

- La sirena varada, de Alejandro Casona (1965) (8)

- Madre Coraje y sus hijos, Bertolt Brecht 1966

- Los asesinos de la felicidad, de Domingo Rodrīguez (1967) (9)

- Así es si así os parece, Luigi Pirandello, 1967

- Casi Lolita, Alfonso Paso 1967

- El verano, Weingonten 1968

- Atrapar a un asesino, de Alfonso Paso (16 de octubre de 1968)

- Guillermo Tell, Eugenio D'Ors 1969

- Raciofagia, Vicente Romero 1969

- Se alquila, Gabrielle d'Hevillez 1969 (café teatro)

- La casa de las chivas, Jaime Salom, 1969 Festival de teatro de Valladolid.

- Romance de lobos, Ramón María del Valle Inclán 1970

- El círculo de tiza caucasiano, de Bertolt Brecht (11 de abril de 1971) (10)

- Dulcinea, de Gastón Baty (17 de diciembre de 1971) (11)

- Medea, Séneca 1971

- El diario de Ana Frank, Frances Goodrich 1972

- Fuenteovejuna, Lope de Vega

- La estrella de Sevilla, Lope de Vega

- Las tres hermanas, Antón Chéjov 1973

- Los comuneros, Ana Diosdado 1974

- La feria de Cuernicabra, de Alfredo Mañas (22 de diciembre de 1975) (12)

- Guadaña al resucitado, de Ramón Gil Novales (1978) (13)

- No hay peor sordo, de Tirso de Molina, (1978) (14)

- Vamos a contar mentiras, Alfonso Paso 1979

- Angelina o el honor de un brigadier, Enrique Jardiel Poncela 1979

- Don Juan Tenorio, José Zorrilla 1980, 2000 y 2003

- Alicia en el país de las maravillas 1980

- Cascanueces. Según versión de Manuel Gallardo,

- Antología de la Zarzuela. Cia. Karpas 1980

- Aquel Madrid castizo, Cia. Karpas 1980

- Nuestro Madrid, Cia. Karpas 1981

- El álbum familiar, de José Luis Alonso de Santos (fecha de estreno: 26 de octubre de 1982)

- La verbena de la Paloma, Ricardo de la Vega 1983

- La Gran Vía, de Julián Romea (1983)

- Tres sombreros de copa, de Miguel Mihura (Teatro María Guerrero, 1983)

- Luces de bohemia, de Ramón María del Valle Inclán, (dirección de Lluís Pasqual, 1984)

- Melocotón en almíbar, Miguel Mihura  1993/94

- Doña Rosita la soltera, Federico García Lorca 1998

- Los intereses creados, Jacinto Benavente 1999

- La dama boba, Lope de Vega 2002

## Televisión
- Platea
  - Rumbo a Cardiff (1963)
- Teatro de familia
  - El príncipe que todo lo aprendió en los libros (05 de Enero de 1964)
- Teatro de humor
  - Entre bobos anda el juego (1965)
- Sábado 64
  - Goyescas (1965)
- Estudio 3
  - La última palabra (28 de Febrero de 1965)
- Novela
  - El tren expreso (11 de abril de 1966)
  - Gabriel de Espinosa (17 de mayo de 1966)
  - Leyenda de Navidad (23 de diciembre de 1966)
  - Los ojos perdidos (10 de junio de 1968)
  - Ensayo general para un Siglo de Oro III (17 de Febrero de 1971)
  - Ensayo general para un Siglo de Oro IV (18 de Febrero de 1971)
  - Ensayo general para un Siglo de Oro VII (23 de Febrero de 1971)
  - La gaviota (22 de abril de 1974)
  - Oblomov XVI (11 de Junio de 1974)
  - Oblomov XVII (12 de Junio de 1974)
  - Oblomov XVIII (13 de Junio de 1974
  - Ana Karenina (3 de Noviembre de 1975)
  - Ana Karenina III (5 de Noviembre de 1975)
  - La hija del mar XVIII (3 de Marzo de 1976)
  - Pequeñeces XVI (29 de Marzo de 1976)
  - Pequeñeces XIX (1 de Abril de 1976)
  - Papá Goriot V (6 de agosto de 1976)
  - Papá Goriot VII (10 de Agosto de 1976)
  - Papá Goriot XIX (26 de Agosto de 1976)
  - Papá Goriot XX (27 de agosto de 1976)
  - El malvado cascabel IV (16 de junio de 1977)
- Estudio 1
  - La sirena varada (1 de junio de 1966)
  - Tres sombreros de copa (16 de noviembre de 1966)
  - Miedo al hombre (2 de julio de 1968)
  - La hoguera feliz (13 de agosto de 1968)
  - El caso del señor vestido de violeta (8 de abril de 1969)
  - El gesticulador (20 de mayo de 1969)
  - Una ciudad en el aire (2 de abril de 1970)
  - Peribáñez y el comendador de Ocaña (7 de mayo de 1970)
  - Nosotros, ellas... y el duende, (1 de enero de 1971)
  - El concierto de San Ovidio (19 de enero de 1973)
  - Los caciques, (26 de abril de 1976)
  - Misericordia (25 de abril de 1977)
  - Esta noche tampoco (18 de noviembre de 1979)
  - El señor Badanas (2 de marzo de 1980)
  - El solar de Mediacapa (20 de abril de 1980)
  - La serrana de la Vera (10 de marzo de 1981)
- Una gloria nacional
  - Acto segundo (4 de Octubre de 1993)
  - Acto quinto (8 de Noviembre de 1993)
- Habitación 503
  - Se busca rey (11 de Diciembre de 1993)
- Turno de oficio: diez años después
  - La suerte, la justicia y los chalets adosados (21 de febrero de 1997)
  - Poquita cosa (15 de mayo de 1978)
- Historias para no dormir
  - El asfalto (24 de junio de 1966)
  - El trasplante (15 de marzo de 1968)
  - Freddy (6 de septiembre de 1982)
- ¿Es usted el asesino?
  - Temporada 1, episodio 1 (1967)
  - Temporada 1, episodio 2 (1967)
- Fábulas
  - La zorra y las uvas (18 de febrero de 1968)
  - El labrador y la víbora (3 de marzo de 1968)
- Pequeño estudio
  - El carnaval (12 de febrero de 1969)
- Teatro de siempre
  - Judith (18 de enero de 1970)
  - El arbitraje (10 de septiembre de 1970)
- Viaje alrededor de una pareja
  - Una de ladrones (14 de abril de 1970)
- Hora once
  - El hombre que vendió su sombra (24 de octubre de 1970)
  - El robo del elefante blanco (26 de diciembre de 1970)
  - El sueño de Makar (15 de abril de 1971)
- Del dicho al hecho
  - A burro muerto, la cebada al rabo (5 de mayo de 1971)
  - En boca cerrada no entran moscas (9 de junio de 1971)
  - No hay cosa tan sabrosa como vivir de limosna (16 de junio de 1971)
- La tía de Ambrosio
  - Tía, me quiero casar; 9 de julio de 1971
- Las doce caras de Eva
  - Tauro (3 de noviembre de 1971)
  - Virgo (15 de diciembre de 1971)
  - Sagitario (5 de enero de 1972)
  - Acuario (26 de enero de 1972)
- Tríptico de Navidad (Miniserie)
  - Cuento de Navidad (21 de diciembre de 1971)
- Crónicas de un pueblo
  - El legado de don Verano (16 de enero de 1972)
- Cuentos y leyendas
  - La justicia del buen alcalde García (6 de marzo de 1972)
- Stop
  - Un hombre con amor propio (24 de julio de 1972)
- Noche de teatro
  - Dulce pájaro de juventud (12 de julio de 1974)
- Suspiros de España
  - Primer suspiro (11 de octubre de 1974)
  - Sexto suspiro (15 de noviembre de 1974)
  - Séptimo suspiro (22 de noviembre de 1974)
- Curro Jiménez
  - El prisionero de Arcos (18 de diciembre de 1977)
- El teatro
  - Tres sombreros de copa (21 de abril de 1978)
- Que usted lo mate bien
  - Los celos (30 de enero de 1979)
- Verano azul
  - No nos moverán (24 de enero de 1982)
- Un, dos, tres... responda otra vez
  - Temporada 3, emisión 7 (Antonio Mingote, 1 de octubre de 1982)
  - Temporada 7, emisión 21 (España y fiestas, 31 de enero de 1992)
- Las pícaras (Miniserie)
  - La pícara Justina (29 de abril de 1983)´
- La Celestina (Miniserie)
  - Acto I (4 de octubre de 1983)
  - Acto II (11 de octubre de 1983)
  - Acto III (18 de octubre de 1983)
  - Lecciones de tocador
    - El ídolo de América (3 de noviembre de 1983)

  - Como Pedro por su casa
    - Temporada 1, episodio 3 (31 de mayo de 1985)

  - Página de sucesos
    - Cintas verdes (15 de noviembre de 1985)

  - Vendetta
    - Episodios 1, 2, 3 y 4 (1986)

  - Media naranja
    - El cumpleaños (16 de abril de 1986)

  - Turno de oficio
    - Los testigos (25 de noviembre de 1986)

  - Clase media
    - Prácticamente mayor (mayo-junio 1905), (2 de febrero de 1987)
    - La casa de la cachapera (julio 1905), (9 de febrero de 1987)
    - El milagro de Fray Bernardino (agosto 1905), (16 de febrero de 1987)
    - El crimen horrendo (octubre 1905), (2 de marzo de 1987)
    - Los que no tenemos diez mil reales (noviembre 1905), (9 de marzo de 1987)
    - La clausura (diciembre 1905 - marzo 1906), (16 de marzo de 1987)

  - Recuerda cuándo
    - La soledad (18 de noviembre de 1987)

  - Lorca, muerte de un poeta
    - La muerte (1936), (1 de enero de 1988)

  - Brigada Central
    - Sólo para amigos (10 de noviembre de 1989)

  - Narradores
    - Mi entierro (13 de julio de 1991)

  - Crónicas urbanas
    - El vino del olvido (2 de febrero de 1992)

  - Farmacia de guardia
    - Con la ayuda del cielo (4 de Junio de 1992)
    - Alegría casi general (15 de Octubre de 1992)
    - Números calientes (4 de Febrero de 1993)
    - Fuera de la ley (25 de Marzo de 1993)
    - Almas gemelas (1 de Abril de 1993)
    - ¿Qué le pasa, doctor? (17 de Junio de 1993)
    - Al Rey Melchor le duelen las muelas (6 de Enero de 1994)
    - Elemental, querido Guiller (20 de Enero de 1994)
    - Postales para Fany (5 de Mayo de 1994)
    - Todo es un circo (26 de Mayo de 1994)
    - El examen de Kike (30 de Junio de 1994)
    - El hombre bastante invisible (14 de Julio de 1994)
    - El forúnculo (3 de Noviembre de 1994)
    - Defensa personal (1 de Diciembre de 1994)
    - Malos tiempos para la lírica (08 de Diciembre de 1994)
    - Los autómatas (15 de Diciembre de 1994)
    - Un negocio muy perro (12 de Enero de 1995)
    - Los principiantes (2 de Febrero de 1995)
    - Número equivocado (23 de Marzo de 1995)
    - Con la música a otra parte (13 de Abril de 1995)
    - Flor o fusil (11 de Mayo de 1995)
    - El tupé ilustrado (25 de Mayo de 1995)
    - Sublime indecisión (29 de Junio de 1995)
    - Una mejor que dos (26 de Octubre de 1995)
    - A mí no me puede tocar (9 de Noviembre de 1995)
    - Los dos patitos y la niña bonita (21 de Diciembre de 1995)
    - La voz de la noche (28 de Diciembre de 1995)

  - El joven Picasso
    - Temporada 1, episodio 1 (27 de Febrero de 1993)
    - Temporada 1, episodio 3 (11 de Marzo de 1993)
    - Temporada 1, episodio 4 (18 de Marzo de 1993)

  - La banda de Pérez
    - Como la falsa moneda (17 de Abril de 1997)
    - Competencia desleal (24 de Abril de 1997)
    - ¡Que vienen los rojos! (1 de Mayo de 1997)
    - Kid Agustín (8 de Mayo de 1997)
    - Blas (15 de Mayo de 1997)
    - El general valenciano (5 de Junio de 1997)
    - Alfonso y Charito (12 de Junio de 1997)
    - El yerno del alcalde (19 de Junio de 1997)
    - Arrepentíos (27 de Junio de 1997)
    - El coro gregoriano (3 de Julio de 1997)
    - Orgullo herido (25 de Julio de 1997)
    - Una tumba en el monte (1 de Agosto de 1997)
    - El ascenso de Urquiza (8 de Agosto de 1997)
    - El capitán Rodríguez (14 de Agosto de 1997)
    - Asalto al cuartel de Lendoiro (29 de Agosto de 1997)
    - Hermanos de armas (4 de Septiembre de 1997)
    - Todo vale (12 de Septiembre de 1997)
    - Somos militares (19 de Septiembre de 1997)
    - El desertor (26 de Septiembre de 1997)
    - El oro de los moros (3 de Octubre de 1997)
    - Blas va a la escuela (10 de Octubre de 1997)
    - La guerra de la cebolla (24 de Octubre de 1997)
    - Segadores de ocasión (31 de Octubre de 1997)
    - La guerra de Urquiza (7 de Noviembre de 1997)
    - Tus amigos no te olvidan (14 de Noviembre de 1997)
    - Hasta luego (21 de Noviembre de 1997)

  - Hermanas
    - Dejad que los niños se acerquen a mí (13 de Abril de 1998)

  - El comisario
    - Ojo por ojo (31 de Mayo de 1999)
    - Muerto por error (7 de Junio de 1999)
    - Diógenes y la estatua (21 de Mayo de 2003)

  - Manos a la obra
    - Cada oveja con su pareja (23 de Septiembre de 1999)
    - Soltero y solo en la vida (6 de Julio de 2000)

  - Policías: en el corazón de la calle
    - Los últimos versos que yo escribo (4 de Octubre de 2001)

  - Los Serrano
    - Un año selvático (2 de Junio de 2004)

  - La sopa boba
    - El bingo clandestino (31 de Mayo de 2004)
    - Coge las gafas y corre (11 de Junio de 2004)

  - Aquí no hay quien viva
    - Érase una academia (2 de Febrero de 2005)

  - Cuestión de sexo
    - Crisis (25 de Septiembre de 2007)
    - Las reglas del juego (13 de Noviembre de 2007)

- Los payasos de la tele (1972-1983).

- La cometa blanca (1981-1983) Varios programas